# Dedina Mládeže
Dedina Mládeže (węg. Ifjúságfalva) – wieś i gmina (słow. obec) w powiecie Komárno w kraju nitrzańskim na Słowacji.
Jest to najmłodsza miejscowość na Słowacji mająca status gminy. Powstała na fali powojennego entuzjazmu panującego wśród młodzieży (stąd jej nazwa – w dosłownym tłumaczeniu „Wieś Młodzieży”). Budowę wsi rozpoczęto 4 kwietnia 1949 roku (wtedy przybyli pierwsi koloniści) na terenach na północ od miasta Kolárovo, któremu początkowo administracyjnie podlegała. Wraz z wsią powstało JRD (odpowiednik polskiej rolniczej spółdzielni produkcyjnej). W styczniu 1954 roku miejscowość usamodzielniła się i otrzymała status wsi gminnej (obec), przyłączono też do niej sąsiednią osadę Malý Ostrov.
W 2011 roku populacja wynosiła 468 osób, około 63% mieszkańców stanowili Węgrzy, 29% Słowacy.